# Saint-Laurent-en-Royans
Saint-Laurent-en-Royans település Franciaországban, Drôme megyében. Lakosainak száma 1383 fő (2022. január 1.). Saint-Laurent-en-Royans Bouvante, La Chapelle-en-Vercors, Échevis, Sainte-Eulalie-en-Royans, Saint-Jean-en-Royans, Saint-Thomas-en-Royans és Auberives-en-Royans községekkel határos.

## Népesség
A település népessége az elmúlt években az alábbi módon változott:
| Lakosok száma | 1032 | 1137 | 1330 | 1315 | 1348 | 1376 | 1419 | 1419 | 1409 | 1383 |
|               | 1968 | 1982 | 1990 | 2006 | 2013 | 2015 | 2017 | 2019 | 2020 | 2022 |